# 圣罗马诺-因加尔法尼亚纳
圣罗马诺-因加尔法尼亚纳（義大利語：San Romano in Garfagnana），是意大利托斯卡纳大区卢卡省的一个市镇。总面积26平方公里，人口1488人，人口密度57.2人/平方公里（2009年）。ISTAT代码为046027。